# Uki Goñi
Uki Goñi (Washington, 17 de octubre de 1953) es un músico, escritor y periodista argentino, nacido en los Estados Unidos, en donde su padre era diplomático del país sudamericano. La ley estadounidense excluye de la ciudadanía a los hijos de diplomáticos extranjeros (8 USC, art. 1401). En cambio, la ley argentina 346 considera argentinos nativos a los hijos de diplomáticos nacidos en el exterior.   
Es conocido por su trabajo de investigación sobre la huida de criminales nazis a Argentina tras la Segunda Guerra Mundial, contenida en su libro The Real Odessa, publicado en Londres en 2002. Sin embargo, el historiador alemán Ulrich Herbert, sostiene que "casi todos los nazis de alta graduación que sobrevivieron la guerra y la posguerra, al igual que aquéllos en la Gestapo y las SS,(...) habían estado viviendo pacíficamente por décadas en el seno de nuestra sociedad", haciendo referencia a la sociedad de la República Federal Alemana.
Su primer libro, El infiltrado, publicado en 1996, sobre el papel del exoficial y espía de la ESMA Alfredo Astiz en el secuestro y muerte de las primeras Madres de Plaza de Mayo en 1977, fue muy citado en la acusación de la fiscalía en el juicio de la ESMA que resultó en sentencias de cadena perpetua contra Astiz y otros 11 exoficiales de esa institución el 26 de octubre de 2011.
Escribe para medios ingleses y norteamericanos, como The Guardian y The New York Times.
Fue además el líder de la banda musical Los Helicópteros y autor de hits del rock argentino tales como "Novia con guita" y "Radio Venus" en los años 1980.

## Biografía
Goñi nació en Washington D. C., se crio en Estados Unidos, Argentina, México e Irlanda. Interrumpió sus estudios en el Trinity College de Dublín para radicarse en Buenos Aires, la ciudad nativa de sus padres, a la edad de 21 años.
Se inició en el periodismo en el Buenos Aires Herald, desde donde informaba sobre las desapariciones llevadas a cabo por la dictadura militar que se extendió de 1976 a 1983.

## Libros
- Perón y los Alemanes, Editorial Sudamericana, Buenos Aires, 1998. Referente a la colaboración entre Buenos Aires y Berlín durante la Segunda Guerra.

- El Infiltrado. La verdadera historia de Alfredo Astiz, Editorial Sudamericana, Buenos Aires, 1996. Sobre la “desaparición” de las primeras Madres de Plaza de Mayo.

### Libro "Odessa"
- La auténtica Odessa: Edición 2008, Área Paidós, Buenos Aires, 2008.
- Resnicna Odessa, Ciceron, Eslovenia, 2006.
- Odessa: Die Wahre Geschichte, Assoziation-A, Hamburgo & Berlín, 2006.
- A verdadeira Odessa, Editorial Record, Río de Janeiro, 2004.
- Operazione Odessa, Garzanti Libri, Milano, 2003.
- La auténtica Odessa, Paidós, Barcelona & Buenos Aires, 2002.
- The Real Odessa, Granta Books, Londres & Nueva York, 2002.
- La Véritable Opération Odessa, Éditions Delga, Paris, 2021.

"The Real Odessa" ha sido traducido a varios idiomas y publicado en Alemania, Italia, Estados Unidos, Brasil y Eslovenia. En España el libro ha aparecido bajo el título "La auténtica Odessa". En Argentina, una versión ampliada y corregida en noviembre de 2008, incluye un listado de 228 criminales nazis y fugitivos de países aliados al nazismo que escaparon a Argentina.
En 2017 apareció una reedición aumentada de "La auténtica Odessa" que revela con todo detalle la colaboración suiza; argentina; holandesa y vaticana en la fuga nazi. Tiene también nuevas revelaciones y nuevo prólogo, así como un amplio listado de los criminales de la Segunda Guerra Mundial que escaparon a Argentina.